# گروهبان‌ماهی دم‌قیچی
گروهبان‌ماهی دم‌قیچی (نام علمی: Abudefduf sexfasciatus) نام یک گونه از سرده گروهبان‌ماهی‌ها است.